# Formazioni di Lega Nazionale A svizzera di pallavolo femminile 2012-2013
Formazioni delle squadre di pallavolo partecipanti alla stagione 2012-2013 del campionato di Lega Nazionale A svizzera.

## Cossonay
| N° | Nome                | Ruolo | Data di nascita   | Nazionalità sportiva |
| -- | ------------------- | ----- | ----------------- | -------------------- |
| -  | Serge Galofaro      | All   | -                 | Svizzera             |
| 1  | Alicia Favre        | C     | 22 maggio 1986    | Svizzera             |
| 3  | Femke Vautier       | C     | 3 giugno 1988     | Svizzera             |
| 8  | Mélanie Monteiro    | S     | 22 dicembre 1991  | Svizzera             |
| 9  | Bojana Marjanović   | C     | 27 settembre 1980 | Serbia               |
| 10 | Elizaveta Tiščenko  | S/O   | 7 febbraio 1975   | Russia               |
| 11 | Sarah van Rooij     | S     | 28 aprile 1991    | Svizzera             |
| 12 | Isaline von Däniken | S     | 17 luglio 1988    | Svizzera             |
| 13 | Orsolya Bardocz     | P     | 1º agosto 1984    | Romania              |
| 14 | Diane Tiedemann     | S     | 7 marzo 1989      | Svizzera             |
| 18 | Fabia Gnädinger     | P     | 17 agosto 1988    | Svizzera             |

## Düdingen
| N° | Nome             | Ruolo | Data di nascita  | Nazionalità sportiva |
| -- | ---------------- | ----- | ---------------- | -------------------- |
| -  | Nicki Neubauer   | All   | 23 agosto 1977   | Germania             |
| 1  | Andrea Laković   | C     | 20 febbraio 1989 | Montenegro           |
| 2  | Lina Sundström   | P     | 22 febbraio 1985 | Svezia               |
| 3  | Julia Dietrich   | S     | 5 ottobre 1994   | Svizzera             |
| 4  | Pamela Leyczik   | S     | 4 novembre 1992  | Svizzera             |
| 5  | Tara Mueller     | S     | 31 luglio 1989   | Stati Uniti          |
| 6  | Vanessa Belli    | S     | 2 gennaio 1990   | Svizzera             |
| 7  | Cosima Wieland   | S     | 16 aprile 1991   | Svizzera             |
| 8  | Mellisa Vanis    | C     | 30 dicembre 1995 | Svizzera             |
| 9  | Ana Otašević     | C     | 4 maggio 1987    | Montenegro           |
| 11 | Nicole Dietrich  | L     | 11 maggio 1993   | Svizzera             |
| 13 | Anniara Muñoz    | S/O   | 24 gennaio 1980  | Cuba                 |
| 17 | Jennifer Salgado | L     | 24 novembre 1987 | Russia               |

## Franches-Montagnes
| N° | Nome                 | Ruolo | Data di nascita  | Nazionalità sportiva |
| -- | -------------------- | ----- | ---------------- | -------------------- |
| -  | Gianfranco Pedercini | All   | -                | Italia               |
| 3  | Bianca Rowland       | C     | 9 maggio 1990    | Stati Uniti          |
| 4  | Kelly Henriksen      | P/L   | 11 novembre 1992 | Svizzera             |
| 5  | Brianna Barry        | C     | 26 gennaio 1988  | Stati Uniti          |
| 7  | Michelle Kocher      | P     | 1º marzo 1990    | Stati Uniti          |
| 8  | Cassidy Lichtman     | S     | 25 maggio 1989   | Stati Uniti          |
| 9  | Tabea Dalliard       | L     | 18 luglio 1994   | Svizzera             |
| 10 | Lynne Beattie        | S     | 23 dicembre 1985 | Scozia               |
| 11 | Taryn Sciarini       | S     | 11 maggio 1988   | Svizzera             |
| 13 | Lise Mühlemann       | S     | 23 luglio 1994   | Svizzera             |
| 15 | Ségolène Girard      | C     | 18 novembre 1995 | Svizzera             |
| 18 | Amber Roberson       | S/O   | 24 novembre 1990 | Stati Uniti          |

## Köniz
| N° | Nome                | Ruolo | Data di nascita  | Nazionalità sportiva |
| -- | ------------------- | ----- | ---------------- | -------------------- |
| -  | Florian Steingruber | All   | -                | Svizzera             |
| 1  | Talita Ferreira     | S     | 4 aprile 1985    | Brasile              |
| 2  | Šárka Kubínová      | P     | 19 aprile 1988   | Rep. Ceca            |
| 3  | Benavia Jenkins     | C     | 2 ottobre 1980   | Stati Uniti          |
| 4  | Manon Bulliard      | P     | 30 luglio 1994   | Svizzera             |
| 5  | Marina Kühner       | C     | 26 aprile 1991   | Svizzera             |
| 7  | Antonina Polyakova  | S     | 17 ottobre 1984  | Ucraina              |
| 9  | Mariana Cassemiro   | S     | 27 marzo 1987    | Brasile              |
| 10 | Sarina Schafflützel | S     | 29 febbraio 1992 | Svizzera             |
| 11 | Mandy Wigger        | S/O   | 4 maggio 1987    | Svizzera             |
| 12 | Mélanie Pauli       | L     | 5 maggio 1980    | Svizzera             |
| 13 | Marta Ostrowska     | P     | 3 ottobre 1985   | Polonia              |
| 14 | Anika Schultz       | S/O   | 22 giugno 1983   | Germania             |
| 15 | Ivona Svobodníková  | C     | 1º aprile 1991   | Rep. Ceca            |
| 17 | Sabel Moffett       | C     | 12 novembre 1987 | Stati Uniti          |
| 18 | Linda Kronenberg    | S     | 6 ottobre 1990   | Svizzera             |

## Neuchâtel
| N° | Nome            | Ruolo | Data di nascita   | Nazionalità sportiva |
| -- | --------------- | ----- | ----------------- | -------------------- |
| -  | Audrey Cooper   | All   | -                 | Regno Unito          |
| 1  | Bryn Kehoe      | P     | 29 maggio 1986    | Stati Uniti          |
| 2  | Barbara Ryf     | S     | 22 gennaio 1986   | Svizzera             |
| 3  | Lindsay Stalzer | S/O   | 25 luglio 1984    | Stati Uniti          |
| 4  | Anna Protasenia | S     | 5 febbraio 1988   | Svizzera             |
| 8  | Sara Schüpbach  | S     | 31 gennaio 1987   | Svizzera             |
| 10 | Diva Boketsu    | C     | 8 agosto 1987     | Svizzera             |
| 12 | Sandra Stocker  | C     | 26 dicembre 1987  | Svizzera             |
| 13 | Carole Trösch   | C     | 20 dicembre 1995  | Svizzera             |
| 14 | Ellen Hermann   | S     | 30 luglio 1988    | Stati Uniti          |
| 15 | Laura Girolami  | L     | 20 settembre 1986 | Svizzera             |
| 16 | Marine Hämmerli | L     | 30 maggio 1994    | Svizzera             |
| 17 | Anabela Satarić | P     | 3 aprile 1994     | Svizzera             |

## Sm'Aesch Pfeffingen
| N° | Nome                | Ruolo | Data di nascita   | Nazionalità sportiva |
| -- | ------------------- | ----- | ----------------- | -------------------- |
| -  | Jana Šuriková       | All   | -                 | Rep. Ceca            |
| 2  | Kerley Becker       | C     | 20 settembre 1986 | Brasile              |
| 4  | Lisa Gysin          | S     | 30 agosto 1995    | Svizzera             |
| 5  | Fabienne Geiger     | S     | 18 maggio 1994    | Svizzera             |
| 6  | Sandra Senn         | S     | 8 maggio 1985     | Svizzera             |
| 7  | Dominika Jarotta    | P     | 7 giugno 1991     | Svizzera             |
| 8  | Isabelle Ayer       | C     | 3 agosto 1988     | Svizzera             |
| 10 | Stephanie Bannwart  | P     | 11 gennaio 1991   | Svizzera             |
| 11 | Martina Franková    | S     | 23 dicembre 1982  | Rep. Ceca            |
| 12 | Nadine Alphonse     | C     | 22 luglio 1988    | Canada               |
| 13 | Dominique Haussener | L     | 11 gennaio 1994   | Svizzera             |
| 14 | Joana Winter        | S/O   | 2 gennaio 1993    | Svizzera             |
| 15 | Laura Tschopp       | S     | 2 aprile 1984     | Svizzera             |

## Kanti
| N° | Nome                      | Ruolo | Data di nascita  | Nazionalità sportiva |
| -- | ------------------------- | ----- | ---------------- | -------------------- |
| -  | Dirk Groß                 | All   | -                | Germania             |
| 1  | Brooke Delano             | C     | 18 novembre 1988 | Stati Uniti          |
| 2  | Jóna Guðlaug Vigfúsdóttir | S     | 8 aprile 1989    | Islanda              |
| 3  | Simona Belotti            | L     | 3 marzo 1993     | Svizzera             |
| 4  | Zora Widmer               | P     | 12 aprile 1994   | Svizzera             |
| 5  | Lauren Van Orden          | P     | 2 maggio 1990    | Stati Uniti          |
| 6  | Grit Lehmann              | S     | 1º agosto 1976   | Germania             |
| 7  | Sandra Rojas              | L     | 7 luglio 1984    | Spagna               |
| 8  | Ann-Christin Quade        | S     | 15 gennaio 1992  | Germania             |
| 9  | Nora Götz                 | C     | 12 agosto 1989   | Germania             |
| 12 | Luci Rydvalova            | S     | 1º maggio 1991   | Rep. Ceca            |
| 16 | Laura Sirucek             | S/O   | 5 aprile 1990    | Svizzera             |
| 17 | Elena Steinemann          | S     | 8 dicembre 1994  | Svizzera             |

## Toggenburg
| N° | Nome              | Ruolo | Data di nascita   | Nazionalità sportiva |
| -- | ----------------- | ----- | ----------------- | -------------------- |
| -  | Marcel Erni       | All   | -                 | Svizzera             |
| 2  | Sarah Bichler     | P     | 26 marzo 1989     | Svizzera             |
| 4  | Marina Schneider  | S/L   | 8 marzo 1990      | Svizzera             |
| 5  | Leslie Betz       | S     | 10 giugno 1989    | Svizzera             |
| 6  | Lina König        | S     | 27 febbraio 1986  | Svizzera             |
| 7  | Nina Lutz         | C     | 23 gennaio 1989   | Svizzera             |
| 8  | Claudia Lehmann   | S/O   | 5 ottobre 1985    | Germania             |
| 9  | Anja Lutz         | S     | 2 aprile 1991     | Svizzera             |
| 11 | Xiaohua Emi-Zhang | P     | 24 marzo 1969     | Svizzera             |
| 12 | Léonie Bisang     | C     | 18 maggio 1994    | Svizzera             |
| 13 | Aylin Baghdady    | S/O   | 14 settembre 1993 | Svizzera             |

## Volero Zurigo
| N° | Nome                | Ruolo | Data di nascita  | Nazionalità sportiva |
| -- | ------------------- | ----- | ---------------- | -------------------- |
| -  | Dragutin Baltić     | All   | 20 novembre 1963 | Slovenia             |
| 1  | Laura Unternährer   | S     | 11 luglio 1993   | Svizzera             |
| 2  | Kristel Marbach     | P     | 14 novembre 1988 | Svizzera             |
| 3  | Nađa Ninković       | C     | 1º novembre 1991 | Serbia               |
| 7  | Alessia Fiumedinisi | L     | 22 agosto 1989   | Svizzera             |
| 8  | Patricia Schauss    | C     | 14 maggio 1988   | Svizzera             |
| 9  | Marija Voitenko     | S     | 19 febbraio 1992 | Ucraina              |
| 10 | Nina Rosić          | L     | 5 maggio 1990    | Svizzera             |
| 11 | Katie Carter        | S     | 10 ottobre 1985  | Stati Uniti          |
| 12 | Nancy Carrillo      | O     | 11 gennaio 1986  | Cuba                 |
| 13 | Inès Granvorka      | S     | 13 agosto 1991   | Svizzera             |
| 14 | Karla Klaric        | S     | 5 settembre 1994 | Croazia              |
| 15 | Evgenija Kožuchova  | S     | 3 giugno 1990    | Russia               |
| 16 | Nadine Jenny        | L     | 13 giugno 1990   | Svizzera             |
| 17 | Naoko Hashimoto     | P     | 11 luglio 1984   | Giappone             |
| 18 | Nneka Onyejekwe     | C     | 18 agosto 1989   | Romania              |